# Даймон, Джеймс
Джеймс «Джейми» Даймон (англ. James L. "Jamie" Dimon, род. 13 марта 1956 года, Нью-Йорк) — американский бизнесмен и банкир, миллиардер. Председатель совета директоров и генеральный директор (CEO) «JPMorgan Chase».

## Биография
Джеймс Даймон родился 13 марта 1956 года в Нью-Йорке в семье выходцев из Греции. Его дед, тоже банкир, при иммиграции сменил фамилию с Пападимитру. Исповедует греческое православие.
Учился психологии и экономике в Университете Тафтса, который окончил с отличием (бакалавр, 1978). Степень MBA Гарвардской школы бизнеса (1982).
В 1998 году — президент «Citigroup».
В 2000—2004 годах — генеральный директор (CEO) и председатель «Bank One».
С июля 2004 года — президент и исполнительный директор (COO) «J. P. Morgan Chase & Company».
С 31.12.2005 года — генеральный директор (CEO) и президент «JPMorgan Chase», с 31.12.2006 года одновременно председатель совета директоров.
В 2007 году занял позицию № 15 в рейтинговом списке «25 самых влиятельных персон бизнеса» по версии журнала «Fortune».
В 2011 году занял 75 место в списке самых влиятельных людей по версии американского еженедельника «Time» (выше, чем Барак Обама, занявший 86 место).
В 2011 и 2015 годах по данным агентства «Bloomberg» был назван самым высокооплачиваемым генеральным директором банка в Северной Америке. По итогам 2015 года он получил от JPMorgan $27 млн.
Называл российско-украинскую войну самой большой опасностью для мира, отмечая, что эта борьба может стать «точкой перелома для свободного демократического мира».
В 1983 году о его помолвке с Джудит Кент было объявлено в «Нью-Йорк Таймс». У пары трое детей: дочери Джулия, Лора и Кара.